# Lijst van landen in 1852
Hieronder volgt een lijst van landen van de wereld in 1852.

## Uitleg
- Alle de facto onafhankelijke staten zonder ruime internationale erkenning zijn weergegeven onder het kopje Niet algemeen erkende landen.
- De afhankelijke gebieden, dat wil zeggen gebieden die niet worden gezien als een integraal onderdeel van de staat waar ze afhankelijk van zijn, zijn weergegeven onder het kopje Niet-onafhankelijke gebieden. Vazalstaten zijn hierbij inbegrepen.
- bezette gebieden zijn niet op deze pagina weergegeven.

## Staatkundige veranderingen in 1852
- 17 januari: Britse erkenning van de onafhankelijkheid van Transvaal.
- 1 februari: oprichting van het Britse protectoraat Golf van Benin.
- 13 maart: het Prinsbisdom Montenegro wordt het Vorstendom Montenegro.
- 11 september: de Staat Buenos Aires wordt onafhankelijk van Argentinië.
- 1 december: de Tweede Franse Republiek wordt het Tweede Franse Keizerrijk.
- 4 december: Franse verovering van Laghouat. De stad wordt bij Frans-Algerije gevoegd.
- Kokand wordt bezet door Buchara.
- 13 oktober: oprichting van de Centraal-Amerikaanse Federatie uit Salvador, Honduras en Nicaragua. Op 10 november valt de federatie uiteen.

## Onafhankelijke landen

### A
| Korte landsnaam (Nederlands) | Lange landsnaam (Nederlands)                       | Korte landsnaam (oorspronkelijke taal/talen)                  |
| ---------------------------- | -------------------------------------------------- | ------------------------------------------------------------- |
| Abemama                      | Koninkrijk Abemama                                 | Kiribatisch: Abemama                                          |
| Abeokuta                     | Abeokuta (ook wel: Egbaland)                       | Yoruba: Abeokuta                                              |
| Aboh                         | Koninkrijk Aboh                                    | Yoruba: Obodo Eze                                             |
| Abuja                        | Emiraat Abuja                                      | Hausa: Abuja                                                  |
| Adam Koksland                | Adam Koksland (ook wel: Philippolis)               | Engels: Adam Kok's Land Nederlands (Afrikaans): Adam Koksland |
| Adrar                        | Emiraat Adrar                                      | Arabisch: Adrar / ولاية آدرار                                 |
| Afghanistan                  | Emiraat Afghanistan (ook wel: Kabulistan)          | Dari en Pasjtoe: Afġānistān / افغانستان                       |
| Agadez                       | Sultanaat Agadez (ook wel: Sultanaat Aïr)          | Arabisch: Toeareg:                                            |
| Agwe                         | Koninkrijk Agwe                                    | Ewe: Agwe                                                     |
| Akwa Akpa                    | Koninkrijk Akwa Akpa (ook wel: Duke Town)          | Efik: Akwa Akpa                                               |
| Akyem                        | Confederatie van Akyem-staten                      | Twi: Akyem                                                    |
| Alo                          | Alo (ook wel: Koninkrijk Tu'a / Koninkrijk Futuna) | Futunisch: Tu'a                                               |
| Amarro                       | Koninkrijk Amarro (ook wel: Amaro)                 | Sidamo: Amarro                                                |
| Andorra                      | Vorstendom Andorra                                 | Catalaans, Frans en Spaans: Andorra                           |
| Angoche                      | Sultanaat Angoche                                  | Koti: Angoche                                                 |
| Anhalt-Bernburg              | Hertogdom Anhalt-Bernburg                          | Duits: Anhalt-Bernburg                                        |
| Anhalt-Dessau                | Hertogdom Anhalt-Dessau                            | Duits: Anhalt-Dessau                                          |
| Ankole                       | Koninkrijk Ankole (ook wel: Nkore)                 | Nkore: Nkore                                                  |
| Anziku                       | Koninkrijk Anziku (ook wel: Teke / Tio / Tyo)      |                                                               |
| Argentinië                   | Argentijnse Confederatie                           | Spaans: Argentina                                             |
| Aro                          | Confederatie van de Aro                            | Igbo: Omu Aro                                                 |
| Asahan                       | Sultanaat Asahan                                   | Maleis: Asahan                                                |
| Ashanti                      | Koninkrijk Ashanti                                 | Akan: Asanteman                                               |
| Atjeh                        | Sultanaat Atjeh                                    | Atjehs: Acèh                                                  |
| Awsa                         | Afar Sultanaat Awsa                                | Afar: Awsa Arabisch: سلطنة عفر                                |

### B
| Korte landsnaam (Nederlands) | Lange landsnaam (Nederlands)                               | Korte landsnaam (oorspronkelijke taal/talen)                            |
| ---------------------------- | ---------------------------------------------------------- | ----------------------------------------------------------------------- |
| Bade                         | Emiraat Bade (ook wel: Emiraat Bedde / Emiraat Bede)       | Bade: Bade                                                              |
| Baden                        | Groothertogdom Baden                                       | Duits: Baden                                                            |
| Bahrein                      | Bahrein                                                    | Arabisch: al-Bahrayn / البحرين                                          |
| Bajini                       | Sultanaat Bajini (ook wel: Badgini)                        | Comorees: Bajini                                                        |
| Bambao                       | Sultanaat Bambao                                           | Comorees: Bambao                                                        |
| Bambara                      | Rijk van de Bambara (ook wel: Bamana / Ségou / Segu)       | Bambara:                                                                |
| Bamum                        | Koninkrijk Bamum (ook wel: Bamoun)                         | Mbum: Bamum                                                             |
| Baol                         | Koninkrijk Baol (ook wel: Bawol)                           | Wolof: Bawol                                                            |
| Bara                         | Bara (ook wel: Ibara / Zafimanely / Zafimaniry)            | Bara-Malagasi:                                                          |
| Bawlake                      | Bawlake                                                    | Kayah:                                                                  |
| Beide Siciliën               | Koninkrijk der Beide Siciliën (ook wel: Koninkrijk Napels) | Italiaans: Due Sicilie Napolitaans: Doje Sicilie Siciliaans: Dui Sicili |
| Beieren                      | Koninkrijk Beieren                                         | Duits: Bayern                                                           |
| België                       | Koninkrijk België                                          | Frans: Belgique Nederlands: België                                      |
| Benin                        | Koninkrijk Benin                                           | Edo: Edo                                                                |
| Bhutan                       | Bhutan                                                     | Dzongkha: Druk Yul / འབྲུག་ཡུལ་                                            |
| Birma                        | Koninkrijk Birma (Konbaung-dynastie)                       | Birmaans: Bama /                                                        |
| Biu                          | Koninkrijk Biu                                             | Bura-Pabir: Biu                                                         |
| Boechara                     | Emiraat Boechara (ook wel: Bukhara / Buchara)              | Oezbeeks: Buxoro / Бухоро Tadzjieks: Бухоро                             |
| Boeganda                     | Koninkrijk Boeganda                                        | Luganda: Buganda                                                        |
| Bolivia                      | Republiek Bolivia                                          | Spaans: Bolivia                                                         |
| Bompey                       | Koninkrijk Bompey (ook wel: Bumpe)                         | Sherbro: Bumpe                                                          |
| Bonaku                       | Koninkrijk Bonaku (ook wel: Akwa)                          | Douala: Bonaku                                                          |
| Bonanjo                      | Koninkrijk Bonanjo                                         | Douala: Bonanjo                                                         |
| Bonebela                     | Koninkrijk Bonebela (ook wel: Bonebele)                    | Douala: Bonebela                                                        |
| Bondu                        | Bondu                                                      | Fula: Bundu Mandinka:                                                   |
| Bono                         | Koninkrijk Bono (ook wel: Bono-Tekyiman)                   | Abron: Bonoman                                                          |
| Bora Bora                    | Koninkrijk Bora Bora                                       | Tahitiaans: Porapora                                                    |
| Borgoe                       | Confederatie van Borgoekoninkrijken                        | Bariba: Borgu                                                           |
| Bornu                        | Koninkrijk Bornu                                           | Kanuri: Bornu                                                           |
| Brakna                       | Emiraat Brakna                                             | Arabisch: Brakna / ولاية البراكنة                                       |
| Brazilië                     | Keizerrijk Brazilië                                        | Portugees: Brasil                                                       |
| Bremen                       | Vrije Hanzestad Bremen                                     | Duits: Bremen                                                           |
| Brunei                       | Staat Brunei                                               | Maleis: Brunei / بروني                                                  |
| Brunswijk                    | Hertogdom Brunswijk                                        | Duits: Braunschweig                                                     |
| Bunut                        | Bunut                                                      | Bunut                                                                   |
| Bunyoro-Kitara               | Koninkrijk Bunyoro-Kitara                                  | Nyoro: Bunyoro-Kitara                                                   |
| Burundi                      | Koninkrijk Burundi                                         | Kirundi: Burundi                                                        |
| Busoga                       | Koninkrijk Busoga                                          | Lusoga: Busoga                                                          |

### C
| Korte landsnaam (Nederlands)                                    | Lange landsnaam (Nederlands)    | Korte landsnaam (oorspronkelijke taal/talen)                     |
| --------------------------------------------------------------- | ------------------------------- | ---------------------------------------------------------------- |
| Cayor                                                           | Koninkrijk Cayor                | Wolof: Kajoor                                                    |
| Centraal-Amerikaanse Federatie (van 13 oktober tot 10 november) | Centraal-Amerikaanse Federatie  | Spaans: Federación de Centro América                             |
| Chili                                                           | Republiek Chili                 | Spaans: Chile                                                    |
| China                                                           | Keizerrijk van de Grote Qing    | Mandarijn: Mandarijn: Zhongguo / 中國 Mantsjoe: Dulimbai Gurun / |
| Chinko                                                          | Bandia Koninkrijk aan de Chinko | Zande:                                                           |
| Chitral                                                         | Chitral                         | Khowar: Chitral                                                  |
| Costa Rica                                                      | Republiek Costa Rica            | Spaans: Costa Rica                                               |

### D
| Korte landsnaam (Nederlands) | Lange landsnaam (Nederlands)               | Korte landsnaam (oorspronkelijke taal/talen) |
| ---------------------------- | ------------------------------------------ | -------------------------------------------- |
| Dahomey                      | Koninkrijk Dahomey                         | Fon: Danhome / Danxome                       |
| Damagaram                    | Sultanaat Damagaram                        | Hausa: Damagaram                             |
| Dar al-Kuti                  | Sultanaat Dar al-Kuti                      | Aiki:                                        |
| Dar Runga                    | Sultanaat Dar Runga                        | Aiki:                                        |
| Darfur                       | Sultanaat Darfur                           | Fur: Darfur                                  |
| Darvaz                       | Darvaz (ook wel: Darwaz / Darvoz / Darwoz) | Perzisch: Darvāz / درواز                     |
| Daura                        | Daura                                      | Hausa: Daura                                 |
| Dauro                        | Koninkrijk Dauro                           | Kaffa: Dauro                                 |
| Denemarken                   | Koninkrijk Denemarken                      | Deens: Danmark                               |
| Dendi                        | Koninkrijk Dendi                           | Songhai: Dendi                               |
| Dominicaanse Republiek       | Dominicaanse Republiek                     | Spaans: Republica Dominicana                 |
| Dosso                        | Koninkrijk Dosso                           | Zarma: Doso                                  |

### E
| Korte landsnaam (Nederlands) | Lange landsnaam (Nederlands)                        | Korte landsnaam (oorspronkelijke taal/talen) |
| ---------------------------- | --------------------------------------------------- | -------------------------------------------- |
| Ecuador                      | Republiek Ecuador                                   | Spaans: Ecuador                              |
| Ethiopië                     | Keizerrijk Ethiopië (ook wel: Keizerrijk Abessinië) | Amhaars: ኢትዮጵያ / ʾĪtyōppyā                   |

### F
| Korte landsnaam (Nederlands) | Lange landsnaam (Nederlands)                                                             | Korte landsnaam (oorspronkelijke taal/talen) |
| ---------------------------- | ---------------------------------------------------------------------------------------- | -------------------------------------------- |
| Fika                         | Emiraat Fika                                                                             | Bole: Fika                                   |
| Fouta Djallon                | Imamaat Fouta Djallon (ook wel: Almamaat Timbo)                                          | Fula: Fuuta Jallon                           |
| Fouta Toro                   | Imamaat Fouta Toro                                                                       | Fula: Fuuta Tooro                            |
| Frankfurt                    | Vrije Stad Frankfurt                                                                     | Duits: Frankfurt                             |
| Frankrijk                    | (Tweede) Franse Republiek (tot 1 december) (Tweede) Franse Keizerrijk (vanaf 1 december) | Frans: France                                |

### G
| Korte landsnaam (Nederlands) | Lange landsnaam (Nederlands)                | Korte landsnaam (oorspronkelijke taal/talen) |
| ---------------------------- | ------------------------------------------- | -------------------------------------------- |
| Garo                         | Koninkrijk Garo (ook wel: Koninkrijk Bosha) | Sidama: Garo                                 |
| Gaza                         | Koninkrijk Gaza (ook wel: Gazaland)         | Swazi: amaGaza                               |
| Geledi                       | Sultanaat Geledi                            | Arabisch: غوبرون Somalisch: Geledi           |
| Gera                         | Koninkrijk Gera                             | Afaan Oromo: Gera                            |
| Gimirra                      | Koninkrijk Gimirra                          | Yemsa: Gimirra                               |
| Gliji                        | Gliji (ook wel: Genyigba)                   | Gen:                                         |
| Gomma                        | Koninkrijk Gomma                            | Afaan Oromo: Goma                            |
| Griekenland                  | Koninkrijk Griekenland                      | Grieks: 'Ellas / 'Ελλας                      |
| Guatemala                    | Republiek Guatemala                         | Spaans: Guatemala                            |
| Gumel                        | Emiraat Gumel                               | Hausa: Gumel                                 |
| Gumma                        | Koninkrijk Gumma                            | Afaan Oromo: Gummaa                          |

### H
| Korte landsnaam (Nederlands)                   | Lange landsnaam (Nederlands)                                                | Korte landsnaam (oorspronkelijke taal/talen) |
| ---------------------------------------------- | --------------------------------------------------------------------------- | -------------------------------------------- |
| Haïti                                          | Keizerrijk Haïti                                                            | Spaans: Haïti Haïtiaans-Creools: Ayiti       |
| Hamahame                                       | Sultanaat Hamahame                                                          | Comorees: Hamahame                           |
| Hamamvu                                        | Sultanaat Hamamvu                                                           | Comorees: Hamamvu                            |
| Hamburg                                        | Vrije en Hanzestad Hamburg                                                  | Duits: Hamburg                               |
| Hambu                                          | Sultanaat Hambu                                                             | Comorees: Hambu                              |
| Hamdullahi                                     | Kalifaat Hamdullahi (ook wel: Dina van Massina / Masina / Sise Jihad Staat) | Fula:                                        |
| Hannover                                       | Koninkrijk Hannover                                                         | Duits: Hannover                              |
| Harar                                          | Emiraat Harar                                                               | Ge'ez: Harar / ሐረር                           |
| Hawaï                                          | Koninkrijk Hawaï                                                            | Hawaïaans: Hawaii                            |
| Hessen                                         | Groothertogdom Hessen en bij de Rijn (ook wel: Hessen-Darmstadt)            | Duits: Hessen                                |
| Hessen-Homburg                                 | Landgraafschap Hessen-Homburg                                               | Duits: Hessen-Homburg                        |
| Hessen-Kassel                                  | Keurvorstendom Hessen                                                       | Duits: Kurhessen                             |
| Honduras (tot 13 oktober en vanaf 10 november) | Staat Honduras                                                              | Spaans: Honduras                             |
| Huahine                                        | Koninkrijk Huahine                                                          | Tahitiaans: Huahine                          |

### I
| Korte landsnaam (Nederlands) | Lange landsnaam (Nederlands)                                            | Korte landsnaam (oorspronkelijke taal/talen) |
| ---------------------------- | ----------------------------------------------------------------------- | -------------------------------------------- |
| Ibadan                       | Ibadan                                                                  | Yoruba: Ibadan                               |
| Idoani                       | Confederatie van Idoani                                                 | Yoruba: Idoani                               |
| Igala                        | Koninkrijk Igala (ook wel: Koninkrijk Idah)                             | Igala: Igala                                 |
| Igara                        | Koninkrijk Igara                                                        | Hororo: Igara                                |
| Ijaye                        | Koninkrijk Ijaye                                                        | Yoruba: Ijaye                                |
| Ijebu                        | Koninkrijk Ijebu (ook wel: Koninkrijk Jebu)                             | Yoruba: Ijebu                                |
| Ijesha                       | Ijesha (ook wel: Ijesa / Ilesha / Ilesa)                                | Yoruba: Ìjẹ̀ṣà                                |
| Ilé-Ifè                      | Koninkrijk Ilé-Ifè                                                      | Yoruba: Ilé—Ifẹ̀                              |
| Imerina                      | Koninkrijk Imerina (ook wel: Koninkrijk Merina / Koninkrijk Madagaskar) | Plateaumalagasi: Imerina                     |
| Isedo                        | Koninkrijk Isedo                                                        | Yoruba: Ìsẹ̀dó                                |
| Itsandra                     | Sultanaat Itsandra                                                      | Comorees: Itsandra                           |
| Iwo                          | Koninkrijk Iwo                                                          | Yoruba: Iwo                                  |

### J
| Korte landsnaam (Nederlands) | Lange landsnaam (Nederlands) | Korte landsnaam (oorspronkelijke taal/talen) |
| ---------------------------- | ---------------------------- | -------------------------------------------- |
| Japan                        | Tokugawa-shogunaat           | Japans: Nippon / 日本                        |
| Jimma                        | Koninkrijk Jimma             | Ometo: Jima 'Abar Jifar                      |
| Johor                        | Sultanaat Johor              | Johormaleis: Johor                           |
| Jolof                        | Koninkrijk Jolof             | Wolof: Jolof                                 |
| Joseon                       | Koninkrijk Groot Joseon      | Koreaans: Chosŏn / 대조선국                  |

### K
| Korte landsnaam (Nederlands) | Lange landsnaam (Nederlands)                                     | Korte landsnaam (oorspronkelijke taal/talen)                 |
| ---------------------------- | ---------------------------------------------------------------- | ------------------------------------------------------------ |
| Kaabu                        | Koninkrijk Kaabu (ook wel: Gabu / Ngabou / N’Gabu)               | Madninka: Kaabu                                              |
| Kaarta                       | Koninkrijk Kaarta                                                | Bambara: Kaarta                                              |
| Kabasarana                   | Kabasarana                                                       |                                                              |
| Kaffa                        | Koninkrijk Kaffa                                                 | Kaffa: Kaffa                                                 |
| Kajara                       | Koninkrijk Kajara                                                | Hororo: Kajara                                               |
| Kalabari                     | Koninkrijk Kalabari                                              | Kalabari: Kalabari                                           |
| Kantarawadi                  | Kantarawadi (ook wel: Gantarawadi / Oost-Karenni)                | Birmaans: ကန္နရဝတီ Karenni: Thai: กันตรวดี                       |
| Karagwe                      | Koninkrijk Karagwe                                               | Nyambo: Karagwe                                              |
| Kasanje                      | Koninkrijk Kasanje (ook wel: Koninkrijk Jaga)                    | Kasanzi                                                      |
| Kaukasisch Imamaat           | Kaukasisch Imamaat                                               |                                                              |
| Kazembe                      | Koninkrijk Kazembe                                               | Bemba: Kazembe                                               |
| Kel Ahaggar                  | Kel Ahaggar                                                      | Tamahaq: Kel Ahaggar                                         |
| Kénédougou                   | Koninkrijk Kénédougou                                            | Maninka: Kenedugu                                            |
| Kerkelijke Staat             | Kerkelijke Staat (ook wel: Staat van de Kerk / Pauselijke Staat) | Italiaans: Stato Pontificio Latijn: Status Pontificius       |
| Ketu                         | Ketu (ook wel: Ketou)                                            | Yoruba: Ketu                                                 |
| Khasso                       | Koninkrijk Khasso                                                | Fula: Xaaso                                                  |
| Kitangonya                   | Sjeikdom Kitangonya                                              | Kitangonya                                                   |
| Kolol-Rotse                  | Koninkrijk Kolol-Rotse                                           | Sesotho: Kolol-Rotse                                         |
| Kong                         | Koninkrijk Kong (ook wel: Wattara / Ouattara)                    | Dioula: Kong                                                 |
| Kongo                        | Koninkrijk Kongo                                                 | Kikongo: Kongo                                               |
| Konta                        | Koninkrijk Konta                                                 | Kaffa: Konta                                                 |
| Kooki                        | Koninkrijk Kooki                                                 | Kooki                                                        |
| Koya Temne                   | Koninkrijk Koya Temne                                            | Temne: Koya-Temne                                            |
| Kpa Mende                    | Confederatie Kpa Mende                                           | Mende: Kpaa Mende                                            |
| Krung Thep                   | Koninkrijk Krung Thep (ook wel: Koninkrijk Siam)                 | Thai: Mueang Thai / เมืองไทย                                  |
| Kuba                         | Koninkrijk Kuba (ook wel: Koninkrijk Bushongo)                   | Bushongo: Kuba                                               |
| Kwararafa                    | Kwararafa                                                        | Hausa: Kwararafa Jukun Takum: Kororofa                       |
| Kunduz                       | Kanaat Kunduz                                                    | Dari: قندوز Oezbeeks: Kunduz Pasjtoe: کندز Tadzjieks: Қундуз |
| Kyebogyi                     | Kyebogyi                                                         | Birmaans: Karenni:                                           |

### L
| Korte landsnaam (Nederlands)          | Lange landsnaam (Nederlands)             | Korte landsnaam (oorspronkelijke taal/talen) |
| ------------------------------------- | ---------------------------------------- | -------------------------------------------- |
| La Dombe                              | Sultanaat La Dombe                       | Comorees:                                    |
| Laghouat (tot 4 december)             | Laghouat                                 | Arabisch: الأغواط Berbers:                   |
| Lanao                                 | Confederatie van Sultanaten in Lanao     | Maranao:                                     |
| Lesotho                               | Lesotho                                  | Sesotho: Lesotho                             |
| Lete                                  | Lete (ook wel: Balete)                   | Tswana: baLete                               |
| Liberia                               | Republiek Liberia                        | Engels: Liberia                              |
| (tot 1852) Liechtenstein (vanaf 1852) | Vorstendom Liechtenstein                 | Duits: Liechtenstein                         |
| Limburg                               | Hertogdom Limburg                        | Nederlands: Limburg                          |
| Limmu-Ennarea                         | Koninkrijk Limmu-Ennarea                 | Afaan Oromo: Limu-'Enarya                    |
| Lippe                                 | Vorstendom Lippe                         | Duits: Lippe                                 |
| Loango                                | Koninkrijk Loango                        | Kikongo: Lwããgu                              |
| Luba                                  | Koninkrijk Luba                          | Tshiluba: Luba                               |
| Lübeck                                | Vrije en Hanzestad Lübeck                | Duits: Lübeck                                |
| Lunda                                 | Koninkrijk Lunda                         | Tshilunda: Lunda                             |
| Luuka                                 | Luuka                                    | Lusoga: Luuka                                |
| Luwu                                  | Koninkrijk Luwu (ook wel: Luwuq / Wareq) | Boeginees: Luwu / ᨒᨘᨓᨘ                         |
| Luxemburg                             | Groothertogdom Luxemburg                 | Duits: Luxemburg Frans: Luxembourg           |

### M
| Korte landsnaam (Nederlands)               | Lange landsnaam (Nederlands)                                                 | Korte landsnaam (oorspronkelijke taal/talen) |
| ------------------------------------------ | ---------------------------------------------------------------------------- | -------------------------------------------- |
| Majeerteen                                 | Sultanaat Majeerteen (ook wel: Sultanaat Harti / Majerteen)                  | Arabisch: ماجرتين Somalisch: Majeerteen      |
| Maradi                                     | Maradi                                                                       | Hausa: Maradi                                |
| Maravi                                     | Koninkrijk Maravi                                                            | Nyanja:                                      |
| Marokko                                    | Koninkrijk Marokko                                                           | Arabisch: al-Maġrib / المغرب                 |
| Maymana                                    | Kanaat Maymana (ook wel: Maimana)                                            | Perzisch: Maymana / میمنه                    |
| Mbaku                                      | Sultanaat Mbaku                                                              | Comorees: Mbaku                              |
| Mbude                                      | Sultanaat Mbude                                                              | Comorees: M'Budé                             |
| Medri Bahri                                | Medri Bahri (ook wel: Land van de Zee)                                       | Tigrinya: Medri Bahri / ምድሪ ባሕሪ              |
| Melakori                                   | Koninkrijk Melakori (ook wel: Morea)                                         |                                              |
| Mecklenburg-Schwerin                       | Groothertogdom Mecklenburg-Schwerin                                          | Duits: Mecklenburg-Schwerin                  |
| Mecklenburg-Strelitz                       | Groothertogdom Mecklenburg-Strelitz                                          | Duits: Mecklenburg-Strelitz                  |
| Meliau                                     | Sultanaat Meliau                                                             | Meliau                                       |
| Mexico                                     | Verenigde Mexicaanse Staten                                                  | Spaans: México                               |
| Mitsamihuli                                | Sultanaat Mitsamihuli                                                        | Comorees: Mitsamihuli                        |
| Modena en Reggio                           | Hertogdom Modena en Reggio                                                   | Italiaans: Modena e Reggio                   |
| Mogolrijk                                  | Mogolrijk                                                                    | Perzisch: Shāhān-e Moġul / حکومت مغلیاں      |
| (tot 13 maart) Montenegro (vanaf 13 maart) | Prinsbisdom Montenegro (tot 13 maart) Vorstendom Montenegro (vanaf 13 maart) | Servisch: Crna Gora / Црна Гора              |
| Mthwakazi                                  | Koninkrijk Mthwakazi (ook wel: Matabeleland / Matabelekoninkrijk)            | Noord-Ndebele: amaNdbele                     |
| Muscat en Oman                             | Sultanaat Muscat en Oman (ook wel: Sultanaat Oman en Masqat)                 | Arabisch: Masqaṭ wa-‘Umān / مسقط وعمان       |
| Mutapa                                     | Koninkrijk Mutapa (ook wel: Mwenemutapa / Karanga)                           | Shona: Mutapa                                |
| Mwali                                      | Sultanaat Mwali                                                              | Comorees: Mwali                              |

### N
| Korte landsnaam (Nederlands)                    | Lange landsnaam (Nederlands) | Korte landsnaam (oorspronkelijke taal/talen) |
| ----------------------------------------------- | ---------------------------- | -------------------------------------------- |
| Nammekon                                        | Nammekon (ook wel: Namekan)  | Birmaans: Karenni:                           |
| Nassau                                          | Hertogdom Nassau             | Duits: Nassau                                |
| Naungpale                                       | Naungpale                    | Birmaans: Karenni:                           |
| Ndzuwani                                        | Sultanaat Ndzuwani           | Comorees: Ndzuwani                           |
| Nederland                                       | Koninkrijk der Nederlanden   | Nederlands: Nederland                        |
| Negeri Sembilan                                 | Negeri Sembilan Darul Khusus | Maleis: Negeri Sembilan / نڬري سمبيلن        |
| Nembe                                           | Koninkrijk Nembe             | Izon: Nembe                                  |
| Ngoyo                                           | Koninkrijk Ngoyo             | N'Goyo                                       |
| Nicaragua (tot 13 oktober en vanaf 10 november) | Staat Nicaragua              | Spaans: Nicaragua                            |
| Nieuw-Granada                                   | Republiek Nieuw-Granada      | Spaans: Nueva Granada                        |
| Ningi                                           | Ningi                        | Kainji: Ningi                                |
| Niue-Fekai                                      | Koninkrijk Niue-Fekai        | Niuees: Niue-Fekai                           |
| Nshenyi                                         | Koninkrijk Nshenyi           | Hororo: Nshenyi                              |
| Nzakara                                         | Bandia Koninkrijk Nzakara    | Nzakara: Nzakara                             |

### O
| Korte landsnaam (Nederlands)             | Lange landsnaam (Nederlands)                          | Korte landsnaam (oorspronkelijke taal/talen) |
| ---------------------------------------- | ----------------------------------------------------- | -------------------------------------------- |
| Obioko                                   | Koninkrijk Obioko (ook wel: Creek Town / Ikotitungko) | Efik: Obioko                                 |
| Obwera                                   | Koninkrijk Obwera                                     | Hororo:                                      |
| Oke-Ila Orangun                          | Oke-Ila en Ila-Orangun (ook wel Ile-Yara)             | Yoruba: Òkè-Ìlá Òràngún                      |
| Okrika                                   | Koninkrijk Okrika                                     | Kalabari: Okrika                             |
| Oldenburg                                | Groothertogdom Oldenburg                              | Duits: Oldenburg                             |
| Ondo                                     | Koninkrijk Ondo                                       | Yoruba: Ondo                                 |
| Onitsha                                  | Koninkrijk Onitsha                                    | Igbo: Ọnịcha                                 |
| Oostenrijk                               | Keizerrijk Oostenrijk                                 | Duits: Österreich                            |
| Orungu                                   | Koninkrijk Orungu                                     | Myene:                                       |
| Osogbo                                   | Koninkrijk Osogbo (ook wel: Oshogbo)                  | Yoruba: Oṣogbo                               |
| Ottomaanse Rijk (ook wel: Osmaanse Rijk) | Sublieme Ottomaanse Staat                             | Osmaans: عثمانلى دولتى / Osmanlı Devleti     |
| Ouaddaï                                  | Koninkrijk Ouaddaï (ook wel: Koninkrijk Wadai)        | Maba:                                        |
| Owo                                      | Koninkrijk Owo                                        | Yoruba: Owo                                  |
| Oyo                                      | Koninkrijk Oyo                                        | Yoruba: Oyo                                  |

### P
| Korte landsnaam (Nederlands) | Lange landsnaam (Nederlands) | Korte landsnaam (oorspronkelijke taal/talen) |
| ---------------------------- | ---------------------------- | -------------------------------------------- |
| Paaseiland                   | Paaseiland                   | Rapa Nui: Rapa Nui                           |
| Paraguay                     | Republiek Paraguay           | Spaans: Paraguay                             |
| Parma en Piacenza            | Hertogdom Parma en Piacenza  | Italiaans: Parma e Piacenza                  |
| Pasir                        | Sultanaat Pasir              |                                              |
| Peru                         | Republiek Peru               | Spaans: Peru                                 |
| Perzië                       | Perzische Rijk               | Perzisch: Irân / ایران                       |
| Porto-Novo                   | Koninkrijk Porto-Novo        | Fon: Ajache Ipo                              |
| Portugal                     | Koninkrijk Portugal          | Portugees: Portugal                          |
| Potiskum                     | Emiraat Potiskum             | Ngizim: Potiskum                             |
| Pruisen                      | Koninkrijk Pruisen           | Duits: Preußen                               |

### R
| Korte landsnaam (Nederlands) | Lange landsnaam (Nederlands)                                     | Korte landsnaam (oorspronkelijke taal/talen) |
| ---------------------------- | ---------------------------------------------------------------- | -------------------------------------------- |
| Raiatea                      | Koninkrijk Raiatea                                               | Tahitiaans: Ra'iatea                         |
| Rapa Iti                     | Rapa Iti (ook wel: Oparo)                                        | Rapan: Rapa Iti                              |
| Reuss jongere linie          | Vorstendom Reuss jongere linie                                   | Duits: Reuß jüngere Linie                    |
| Reuss oudere linie           | Vorstendom Reuss oudere linie                                    | Duits: Reuß ältere Linie                     |
| Rey Bouba                    | Sultanaat Rey Bouba                                              |                                              |
| Rimatara                     | Koninkrijk Rimatara                                              | Austral: Rimatara                            |
| Rozwi                        | Rozwi (ook wel: Lozwi / Changamire / Botwa / Ukalanga / Karanga) | Kalanga:                                     |
| Rujumbura                    | Koninkrijk Rujumbura                                             | Rujumbura                                    |
| Rukiga                       | Koninkrijk Rukiga                                                | Rukiga: Rukiga                               |
| Rurutu                       | Koninkrijk Rurutu                                                | Rurutisch: Rurutu                            |
| Rusland                      | Keizerrijk Rusland (ook wel: Russische Rijk)                     | Russisch: Rossija / Россия                   |
| Rwanda                       | Koninkrijk Rwanda                                                | Kinyarwanda: Rwanda                          |

### S
| Korte landsnaam (Nederlands)                   | Lange landsnaam (Nederlands)                                                    | Korte landsnaam (oorspronkelijke taal/talen) |
| ---------------------------------------------- | ------------------------------------------------------------------------------- | -------------------------------------------- |
| Saksen                                         | Koninkrijk Saksen                                                               | Duits: Sachsen                               |
| Saksen-Altenburg                               | Hertogdom Saksen-Altenburg                                                      | Duits: Sachsen-Altenburg                     |
| Saksen-Coburg en Gotha                         | Hertogdom Saksen-Coburg en Gotha                                                | Duits: Sachsen-Coburg und Gotha              |
| Saksen-Weimar-Eisenach                         | Groothertogdom Saksen-Weimar-Eisenach                                           | Duits: Sachsen-Weimar-Eisenach               |
| Saksen-Meiningen                               | Hertogdom Saksen-Meiningen (ook wel: Hertogdom Saksen-Meiningen-Hildburghausen) | Duits: Sachsen-Meiningen                     |
| Saloum                                         | Koninkrijk Saloum                                                               | Serer: Saluum                                |
| Salvador (tot 13 oktober en vanaf 10 november) | Staat Salvador                                                                  | Spaans: Salvador                             |
| Samoa                                          | Koninkrijk Samoa                                                                | Samoaans: Samoa                              |
| San Marino                                     | Republiek San Marino                                                            | Italiaans: San Marino                        |
| Sankul                                         | Sjeikdom Sankul                                                                 | Sankul                                       |
| Sardinië                                       | Koninkrijk Sardinië (ook wel: Piëmont-Sardinië)                                 | Italiaans: Sardegna                          |
| Schaumburg-Lippe                               | Vorstendom Schaumburg-Lippe                                                     | Duits: Schaumburg-Lippe                      |
| Schwarzburg-Rudolstadt                         | Vorstendom Schwarzburg-Rudolstadt                                               | Duits: Schwarzburg-Rudolstadt                |
| Schwarzburg-Sondershausen                      | Vorstendom Schwarzburg-Sondershausen                                            | Duits: Schwarzburg-Sondershausen             |
| Selangor                                       | Sultanaat Selangor Darul Ehsan                                                  | Maleis: Selangor / سلاڠور                    |
| Sheka                                          | Sheka                                                                           | Sheka                                        |
| Shilluk                                        | Koninkrijk Shilluk                                                              | Shilluk: Läg Cøllø                           |
| Siak                                           | Sultanaat Siak Sri Indrapura                                                    | Maleis: Siak                                 |
| Sigave                                         | Koninkrijk Sigave                                                               | Futunisch: Sigave                            |
| Sine                                           | Koninkrijk Sine (ook wel: Sin)                                                  | Serer: Siin                                  |
| Sjeberghan                                     | Kanaat Sjeberghan (ook wel: Sheberghan / Shibarghan)                            | Perzisch: Shaburghān / شبرغان                |
| Sokoto                                         | Kalifaat Sokoto                                                                 | Fula: Sokoto                                 |
| Spanje                                         | Koninkrijk Spanje                                                               | Spaans: España                               |
| Sulu                                           | Sultanaat Sulu Dar al-Islam                                                     | Arabisch: سولك Maleis: Sulu Tausug: Sūg      |
| Swaziland                                      | Koninkrijk Swaziland                                                            | Swazi: Swaziland                             |

### T
| Korte landsnaam (Nederlands) | Lange landsnaam (Nederlands)                         | Korte landsnaam (oorspronkelijke taal/talen) |
| ---------------------------- | ---------------------------------------------------- | -------------------------------------------- |
| Tadjourah                    | Sultanaat Tadjourah                                  | Afar: Tagórri                                |
| Tagant                       | Emiraat Tagant                                       | Arabisch: Tagant / ولاية تكانت               |
| Tawaeli                      | Tawaeli                                              | Kaili:                                       |
| Tawana                       | Tawana (ook wel: Batawana / Ngamiland)               | Tswana: baTawana                             |
| Tekna                        | Tekna-confederatie                                   | Hassaniya: Tashelhiyt:                       |
| Tonga                        | Tonga                                                | Tongaans: Tuʻi Tonga                         |
| Toro                         | Koninkrijk Toro                                      | Tooro: Tooro                                 |
| Toscane                      | Groothertogdom Toscane                               | Italiaans: Toscana                           |
| Toucouleur                   | Rijk van de Toucouleur (ook wel: Kalifaat Tidjaniya) | Fula:                                        |
| Touggourt                    | Sultanaat Touggourt (ook wel: Tuggurt)               | Arabisch: تڤرت Berbers:                      |
| Transvaal (vanaf 17 januari) | Transvaal                                            | Nederlands: Transvaal                        |
| Trarza                       | Emiraat Trarza                                       | Arabisch: Trarza / ولاية الترارزة            |
| Tumbatu                      | Sjeikdom Tumbatu                                     | Tumbatu                                      |
| Twipra                       | Koninkrijk Twipra (ook wel: Tippera)                 | Sanskriet: Tripura                           |

### U
| Korte landsnaam (Nederlands) | Lange landsnaam (Nederlands)                 | Korte landsnaam (oorspronkelijke taal/talen) |
| ---------------------------- | -------------------------------------------- | -------------------------------------------- |
| Ubani                        | Koninkrijk Ubani (ook wel: Koninkrijk Bonny) | Ibibio: Okolo-Ama                            |
| Unyanyembe                   | Koninkrijk Unyanyembe (ook wel: Unyamwezi)   | Nyamwezi: Unyanyembe                         |
| Uruguay                      | Staat ten oosten van de Uruguay              | Spaans: Uruguay                              |

### V
| Korte landsnaam (Nederlands) | Lange landsnaam (Nederlands)                        | Korte landsnaam (oorspronkelijke taal/talen) |
| ---------------------------- | --------------------------------------------------- | -------------------------------------------- |
| Venezuela                    | Republiek Venezuela (ook wel: Staat Venezuela)      | Spaans: Venezuela                            |
| Verenigd Koninkrijk          | Verenigd Koninkrijk van Groot-Brittannië en Ierland | Engels: United Kingdom                       |
| Verenigde Staten             | Verenigde Staten van Amerika                        | Engels: United States                        |
| Vietnam                      | Vietnamese Rijk                                     | Vietnamees: Việt Nam / 越南                  |
| Voungara                     | Voungara-Zande Koninkrijk                           | Zande: Voungara                              |

### W
| Korte landsnaam (Nederlands) | Lange landsnaam (Nederlands)                     | Korte landsnaam (oorspronkelijke taal/talen)    |
| ---------------------------- | ------------------------------------------------ | ----------------------------------------------- |
| Waalo                        | Koninkrijk Waalo (ook wel: Oualo)                | Wolof: Waalo                                    |
| Wajoq                        | Koninkrijk Wajoq (ook wel: Wajo / Wajok)         | Boeginees: Wajoq / ᨓᨍᨚ                           |
| Walayta                      | Koninkrijk Walayta (ook wel: Welayta / Wolaitta) | Wolaytta: Walayta                               |
| Waldeck                      | Vorstendom Waldeck en Pyrmont                    | Duits: Waldeck                                  |
| Wallis                       | Koninkrijk Wallis (ook wel: Uvea)                | Wallisiaans: 'Uvea                              |
| Wanga                        | Koninkrijk Wanga                                 | Luhya: Wanga                                    |
| Warri                        | Koninkrijk Warri                                 | Itsekiri: Warri                                 |
| Warsangali                   | Sultanaat Warsangali (ook wel: Gerad)            | Arabisch: سلطنة الورسنجلي Somalisch: Warsangeli |
| Washili                      | Sultanaat Washili (ook wel: Oichili)             | Comorees: Washili                               |
| Waterboersland               | Waterboersland                                   | Nederlands: Waterboersland                      |
| Wollo                        | Koninkrijk Wollo (ook wel: Wallo)                | Amhaars: Wollo / ወሎ                             |
| Württemberg                  | Koninkrijk Württemberg                           | Duits: Württemberg                              |

### X
| Korte landsnaam (Nederlands) | Lange landsnaam (Nederlands)                    | Korte landsnaam (oorspronkelijke taal/talen) |
| ---------------------------- | ----------------------------------------------- | -------------------------------------------- |
| Xhieng Khuang                | Koninkrijk Xhieng Khuang (ook wel: Muang Phuan) | Laotiaans:                                   |
| Xiva                         | Kanaat Xiva (ook wel: Khiva)                    | Oezbeeks: Xiva / خیوه Perzisch: خیوه         |

### Y
| Korte landsnaam (Nederlands) | Lange landsnaam (Nederlands)                    | Korte landsnaam (oorspronkelijke taal/talen) |
| ---------------------------- | ----------------------------------------------- | -------------------------------------------- |
| Yengar                       | Koninkrijk Yengar (ook wel: Koninkrijk Janjero) | Sidamo: Yengar                               |

### Z
| Korte landsnaam (Nederlands) | Lange landsnaam (Nederlands)                   | Korte landsnaam (oorspronkelijke taal/talen)               |
| ---------------------------- | ---------------------------------------------- | ---------------------------------------------------------- |
| Zweden-Noorwegen             | Verenigde Koninkrijken van Zweden en Noorwegen | Deens en Noors: Norge og Sverige Zweeds: Sverige och Norge |
| Zwitserland                  | Zwitserse Bondsstaat                           | Duits: Schweiz Frans: Suisse Italiaans: Svizzera           |

## Andere landen

### Unie tussen Zweden en Noorwegen
De Unie tussen Zweden en Noorwegen was een personele unie, waarbij de koning van Zweden tevens koning van Noorwegen was. Noorwegen had binnen deze unie een grote mate van autonomie.
| Korte landsnaam (Nederlands) | Officiële landsnaam (Nederlands) | Korte landsnaam (oorspronkelijke taal/talen) |
| ---------------------------- | -------------------------------- | -------------------------------------------- |
| Noorwegen                    | Koninkrijk Noorwegen             | Deens en Noors: Norge                        |
| Zweden                       | Koninkrijk Zweden                | Zweeds: Sverige                              |

### Landen binnen de grenzen van het Ottomaanse Rijk
In onderstaande lijst zijn staten opgenomen die lagen in het gebied dat officieel behoorde tot het Ottomaanse Rijk, maar waar het Ottomaanse Rijk geen zeggenschap had (d.w.z. het binnenland van het Arabisch Schiereiland). Enkele kleinere staten/stammen, zoals Madjm'a, zijn niet weergegeven. Unayzah (ook wel: Anizah / Anazah) werd bestuurd door Nadjd en is ook niet apart weergegeven. Sommige staten, zoals Lahej, hadden informele protectieverdragen met de Britten.
| Korte landsnaam (Nederlands) | Lange landsnaam (Nederlands)                                                | Korte landsnaam (oorspronkelijke taal/talen)                                 |
| ---------------------------- | --------------------------------------------------------------------------- | ---------------------------------------------------------------------------- |
| Abu Arish                    | Sjeikdom Abu Arish                                                          | Arabisch: Abu 'Arish / أبو عريش                                              |
| Alawi                        | Sjeikdom Alawi                                                              | Arabisch: ʿAlawī / علوي                                                      |
| Aqrabi                       | Sjeikdom Aqrabi                                                             | Arabisch: 'Aqrabi / عقربي                                                    |
| Audhali                      | Sultanaat Audhali                                                           | Arabisch: al-ʿAwdhalī / العوذلي                                              |
| Bayda                        | Sultanaat Bayda (ook wel: Beda / Baidah)                                    | Arabisch: Al-Bayḍā / ٱلْبَيْضَاء                                                 |
| Beihan                       | Emiraat Beihan (ook wel: Bayhan)                                            | Arabisch: Bayḥān / بيحان                                                     |
| Buraidah                     | Emiraat Buraidah                                                            | Arabisch: Burayda / بريدة                                                    |
| Dhala                        | Emiraat Dhala (ook wel: Dali / Dhali / Amiri)                               | Arabisch: aḍ-Ḍāliʿ / الضالع                                                  |
| Fadhli                       | Sultanaat Fadhli                                                            | Arabisch: Faḍlī / فضلي                                                       |
| Hail                         | Emiraat Hail (ook wel: Emiraat Jebel Shammar / Emiraat Al Rashid)           | Arabisch: Ḥā'il / حائل                                                       |
| Haushabi                     | Sultanaat Haushabi                                                          | Arabisch: Al-Hawshabī / الحوشبي                                              |
| Kathiri                      | Kathiristaat Seiyun in Hadramaut (ook wel: Sultanaat Kathiri)               | Arabisch: al-Kathīrī / الكثيري                                               |
| Koeweit                      | Sjeikdom Koeweit                                                            | Arabisch: al-Kuwayt / الكويت                                                 |
| Lahej                        | Sultanaat Lahej (ook wel: Sultanaat Abdali / Lahij)                         | Arabisch: Laḥij / لحج                                                        |
| Mahra                        | Mahrasultanaat Qishn en Socotra (ook wel: Mahrasultanaat Ghayda en Socotra) | Arabisch: Salṭanat Mahrah fī Qishn wa Suquṭrah / سلطنة المهرة في قشن و سقطرة |
| Mukalla                      | Staat Mukalla                                                               | Arabisch: al-Mukallā / ٱلْمُكَلَّا                                                |
| Nadjd                        | Emiraat Nadjd (ook wel: Tweede Saoedische Staat)                            | Arabisch: Naǧd / نجد                                                         |
| Neder-Asir                   | Sjeikdom Neder-Asir (ook wel: Sjeikdom Asir)                                | Arabisch:                                                                    |
| Neder-Aulaqi                 | Sultanaat Neder-Aulaqi                                                      | Arabisch: ʿAwlaqī al-Suflī / العوالق السفلى                                  |
| Neder-Yafa                   | Sultanaat Neder-Yafa                                                        | Arabisch: Yāfiʿ al-Suflā / يافع السفلى                                       |
| Opper-Asir                   | Sjeikdom Opper-Asir                                                         | Arabisch:                                                                    |
| Opper-Aulaqi (sjeikdom)      | Sjeikdom Opper-Aulaqi                                                       | Arabisch: Mashyakhat al-ʿAwālaq al-ʿUlyā / مشيخة العوالق العليا              |
| Opper-Aulaqi (sultanaat)     | Sultanaat Opper-Aulaqi                                                      | Arabisch: Salṭanat al-ʿAwālaq al-ʿUlyā / سلطنة العوالق العليا                |
| Opper-Yafa                   | Staat Opper-Yafa (ook wel: Sultanaat Opper-Yafa)                            | Arabisch: Yāfiʿ al-ʿUlyā / يافع العليا                                       |
| Qasimiden                    | Imamaat van de Qasimiden (Imamaat Jemen / Imamaat van de Zaidieten)         | Arabisch:                                                                    |
| Shaib                        | Sjeikdom Shaib                                                              | Arabisch: Shuʿayb / شعيب                                                     |
| Shihr                        | Staat Shihr                                                                 | Arabisch: Ash Shihr / الشحر                                                  |
| Subeihi                      | Sultanaat Subeihi                                                           | Arabisch: aṣ-Ṣubayḥī / الصبيحي                                               |
| Wahidi Azzan                 | Sultanaat Wahidi Azzan                                                      | Arabisch:                                                                    |
| Wahidi Balhaf                | Sultanaat Wahidi Balhaf                                                     | Arabisch: Wāḥidī Bālḥāf / واحدي بالحاف                                       |
| Wahidi Bir Ali               | Wahidi Wilayah Bir Ali                                                      | Arabisch: Wāḥidī Bīr ʿAlī / واحدي بير علي                                    |
| Wahidi Haban                 | Sultanaat Wahidi Haban (ook wel: Wahidi Habban)                             | Arabisch: Wāḥidī Ḥabbān / واحدي حبان                                         |

### Balinese koninkrijken
Het Koninkrijk Bali bestond uit diverse zelfstandige koninkrijken, waarbij de koning van Klungkung fungeerde als een primus inter pares. Ubud was een vazal van Gianyar en is niet apart weergegeven.
| Korte landsnaam (Nederlands) | Status               | Korte landsnaam (oorspronkelijke taal/talen) |
| ---------------------------- | -------------------- | -------------------------------------------- |
| Badung                       | Koninkrijk Badung    | Balinees: Badung                             |
| Bangli                       | Koninkrijk Bangli    | Balinees: Bangli                             |
| Gianyar                      | Koninkrijk Gianyar   | Balinees: Gianyar                            |
| Kesiman                      | Koninkrijk Kesiman   | Balinees: Kesiman                            |
| Klungkung                    | Koninkrijk Klungkung | Balinees: Klungkung                          |
| Mengwi                       | Koninkrijk Mengwi    | Balinees: Mengwi                             |
| Pamecutan                    | Koninkrijk Pamecutan | Balinees: Pamecutan                          |
| Tabanan                      | Koninkrijk Tabanan   | Balinees: Tabanan                            |

### Niet algemeen erkende landen
In onderstaande lijst zijn landen opgenomen die internationaal niet erkend werden, maar de facto wel onafhankelijk waren en de onafhankelijkheid hadden uitgeroepen.
| Korte landsnaam (Nederlands)      | Lange landsnaam (Nederlands) | Korte landsnaam (oorspronkelijke taal/talen)                     |
| --------------------------------- | ---------------------------- | ---------------------------------------------------------------- |
| Bali                              | Koninkrijk Bali              | Balinees: Bali                                                   |
| Buenos Aires (vanaf 11 september) | Staat Buenos Aires           | Spaans: Buenos Ayres                                             |
| Chan Santa Cruz                   | Chan Santa Cruz              | Yucateeks Maya: Chan Santa Cruz                                  |
| Couto Misto                       | Couto Misto                  | Galicisch: Couto Mixto Portugees: Couto Misto Spaans: Coto Mixto |
| Servië                            | Vorstendom Servië            | Servisch: Srbija / Србија                                        |
| Taiping                           | Hemelse Koninkrijk Taiping   | Chinees: Tàipíng Tiānguó / 太平天囯                              |

## Niet-onafhankelijke gebieden
Hieronder staat een lijst van afhankelijke gebieden.

### Afghaanse niet-onafhankelijke gebieden
| Korte landsnaam (Nederlands) | Status                            | Korte landsnaam (oorspronkelijke taal/talen) |
| ---------------------------- | --------------------------------- | -------------------------------------------- |
| Andkhoy                      | Kanaat Andkhoy (ook wel: Andkhui) |                                              |

### Amerikaanse niet-onafhankelijke gebieden
| Korte landsnaam (Nederlands) | Status                                                                        | Korte landsnaam (oorspronkelijke taal/talen) |
| ---------------------------- | ----------------------------------------------------------------------------- | -------------------------------------------- |
| Baker                        | Eilandgebied                                                                  | Engels: Baker Island                         |
| Humphrey                     | Eilandgebied                                                                  | Engels: Humphrey Island                      |
| Maryland                     | Staat Maryland in Afrika, beheerd door de Maryland State Colonization Society | Engels: Maryland                             |

### Niet-onafhankelijke gebieden van Ashanti
| Korte landsnaam (Nederlands) | Status     | Korte landsnaam (oorspronkelijke taal/talen) |
| ---------------------------- | ---------- | -------------------------------------------- |
| Denkyira                     | Vazalstaat | Akan: Denkyira                               |

### Belgisch-Pruisische niet-onafhankelijke gebieden
| Korte landsnaam (Nederlands) | Status                         | Korte landsnaam (oorspronkelijke taal/talen) |
| ---------------------------- | ------------------------------ | -------------------------------------------- |
| Moresnet                     | Condominium: Neutraal Moresnet | Duits en Frans: Moresnet                     |

### Niet-onafhankelijke gebieden van Benin
De Ekiti-koninkrijken waren onder andere Ado-Ekiti, Akure, Aramoko-Ekiti, Awo-Ekiti, Ikere en Ise-Ekiti. Deze stadstaten zijn niet apart weergegeven.
| Korte landsnaam (Nederlands) | Status      | Korte landsnaam (oorspronkelijke taal/talen) |
| ---------------------------- | ----------- | -------------------------------------------- |
| Ekiti-koninkrijken           | Vazalstaten | Yoruba:                                      |

### Britse niet-onafhankelijke gebieden
| Korte landsnaam (Nederlands)                   | Status                                                        | Korte landsnaam (oorspronkelijke taal/talen)                                                                         |
| ---------------------------------------------- | ------------------------------------------------------------- | --- |
| Abu Dhabi                                      | Protectoraat                                                  | Arabisch: Abū Ẓabī / أبوظبي Engels: Abu Dhabi                                                                        |
| Ajman                                          | Protectoraat                                                  | Arabisch: ʿAǧmān / عجمان Engels: Ajman                                                                               |
| Ascension                                      | Overzees bezit                                                | Engels: Ascension Island                                                                                             |
| Bahama's                                       | Kroonkolonie                                                  | Engels: Bahama Islands                                                                                               |
| Bermuda                                        | Kroonkolonie                                                  | Engels: Bermuda |
| Bonin-eilanden                                 | Overzees bezit                                                | Engels: Bonin Islands                                                                                                |
| Brits-Guyana                                   | Kroonkolonie                                                  | Engels: British Guiana                                                                                               |
| Britse Benedenwindse Eilanden                  | Kolonie                                                       | Engels: British Leeward Islands                                                                                      |
| Britse Bovenwindse Eilanden                    | Kolonie                                                       | Engels: British Windward Islands                                                                                     |
| Canada                                         | Kolonie: Provincie Canada                                     | Engels: Province of Canada                                                                                           |
| Ceylon                                         | Kroonkolonie                                                  | Engels: Ceylon |
| Columbia District                              | Bestuurd door de Hudson's Bay Company                         | Engels: Columbia District                                                                                            |
| Cocoseilanden                                  | Eigendom van de familie Clunies-Ross                          | Engels: Cocos (Keeling) Islands                                                                                      |
| Dubai                                          | Protectoraat                                                  | Arabisch: Dubeii / دبيّ Engels: Dubai                                                                                 |
| Falklandeilanden                               | Overzees bezit                                                | Engels: Falkland Islands                                                                                             |
| Gambia                                         | Kroonkolonie                                                  | Engels: Gambia |
| Gibraltar                                      | Kroonkolonie                                                  | Engels: Gibraltar |
| Golf van Benin (vanaf 1 februari)              | Protectoraat                                                  | Engels: Bight of Benin                                                                                               |
| Golf van Biafra                                | Protectoraat                                                  | Engels: Bight of Biafra                                                                                              |
| Goudkust                                       | Kroonkolonie                                                  | Engels: Gold Coast                                                                                                   |
| Grahamland                                     | Overzees bezit                                                | Engels: Graham Land                                                                                                  |
| Helgoland                                      | Kolonie                                                       | Engels: Heligoland                                                                                                   |
| Hongkong                                       | Kroonkolonie                                                  | Engels: Hong Kong |
| Jamaica                                        | Kroonkolonie                                                  | Engels: Jamaica |
| Kaapkolonie                                    | Kroonkolonie                                                  | Engels: Cape Colony Nederlands: Kaapkolonie                                                                          |
| Labuan                                         | Kolonie                                                       | Engels: Labuan |
| Lord Howe-eiland                               | Overzees bezit                                                | Engels: Lord Howe Island                                                                                             |
| Malden                                         | Overzees bezit                                                | Engels: Malden Island                                                                                                |
| Malta                                          | Kroonkolonie                                                  | Engels: Malta |
| Mary Ballcouts Eiland                          | Overzees bezit                                                | Engels: Mary Ballcout's Island                                                                                       |
| Mauritius                                      | Kroonkolonie                                                  | Engels: Mauritius |
| Miskitokoninkrijk                              | Protectoraat: Miskitokoninkrijk                               | Engels: Mosquito Kingdom Miskito:                                                                                    |
| Nepal                                          | Protectoraat                                                  | Engels: Nepal Nepalees: Nepal / नेपाल                                                                                  |
| Newfoundland                                   | Kroonkolonie                                                  | Engels: Newfoundland                                                                                                 |
| Nieuw-Brunswijk                                | Kolonie                                                       | Engels: New Brunswick                                                                                                |
| Nieuw-Caledonië                                | Bestuurd door de Hudson's Bay Company                         | Engels: New Caledonia                                                                                                |
| Nieuw-Zeeland                                  | Kroonkolonie                                                  | Engels: New Zealand                                                                                                  |
| New South Wales                                | Kroonkolonie                                                  | Engels: New South Wales                                                                                              |
| Nieuwe Hebriden                                | Protectoraat                                                  | Engels: New Hebrides                                                                                                 |
| Noordwestelijk Territorium                     | Eigendom van de Hudson's Bay Company                          | Engels: North-Western Territory                                                                                      |
| Nova Scotia                                    | Kolonie                                                       | Engels: Nova Scotia                                                                                                  |
| Oost-Indië                                     | Gebied van de Britse Oost-Indische Compagnie                  | Engels: East India                                                                                                   |
| Pitcairneilanden                               | Protectoraat                                                  | Engels: Pitcairn Islands                                                                                             |
| Prins Edwardeiland                             | Kolonie                                                       | Engels: Prince Edward Island                                                                                         |
| Prins Edwardeilanden                           | Overzees bezit                                                | Engels: Prince Edward Islands                                                                                        |
| Ross Dependency                                | Overzees bezit                                                | Engels: Ross Dependency                                                                                              |
| Rupertland                                     | Eigendom van de Hudson's Bay Company.                         | Engels: Rupert's Land                                                                                                |
| Sharjah                                        | Protectoraat                                                  | Arabisch: Aš Šāriqah / الشارقة Engels: Sharjah                                                                       |
| Shenge                                         | Protectoraat                                                  | Engels: Shenge |
| Sierra Leone                                   | Kroonkolonie                                                  | Engels: Sierra Leone                                                                                                 |
| Sint-Helena                                    | Kroonkolonie                                                  | Engels: Saint Helena                                                                                                 |
| Stikineterritorium                             | Overzees bezit                                                | Engels: Stickeen Territories / Stikine Territory                                                                     |
| Trinidad                                       | Kolonie                                                       | Engels: Trinidad |
| Tristan da Cunha                               | Kroonkolonie                                                  | Engels: Tristan da Cunha                                                                                             |
| Turks- en Caicoseilanden                       | Kolonie                                                       | Engels: Turks and Caicos Islands                                                                                     |
| Umm al-Qaiwain                                 | Protectoraat                                                  | Arabisch: Umm al Quwwayn / أمّ القيوين Engels: Umm al-Quwain                                                          |
| Vancouvereiland                                | Kroonkolonie                                                  | Engels: Vancouver Island                                                                                             |
| Van Diemensland                                | Kolonie                                                       | Engels: Van Diemen's Land                                                                                            |
| Verenigde Staten van de Ionische Eilanden      | Protectoraat                                                  | Grieks: Inoménon Krátos ton Ioníon Níson / Ηνωμένον Κράτος των Ιονίων Νήσων Italiaans: Stati Uniti delle Isole Ionie |
| Victoria                                       | Kroonkolonie                                                  | Engels: Victoria |
| Victorialand                                   | Overzees bezit                                                | Engels: Victoria Land                                                                                                |
| West-Australië                                 | Kroonkolonie                                                  | Engels: Western Australia                                                                                            |
| Zoeloekoninkrijk                               | Protectoraat: Koninkrijk van de Zoeloes (ook wel: Zoeloeland) | Engels: Zulu Kingdom Zoeloe: Wene wa Zulu                                                                            |
| Zuid-Australië                                 | Kroonkolonie                                                  | Engels: South Australia                                                                                              |
| Zuid-Georgië en de Zuidelijke Sandwicheilanden | Overzees bezit                                                | Engels: South Georgia and the South Sandwich Islands                                                                 |
| Zuidelijke Orkneyeilanden                      | Overzees bezit                                                | Engels: South Orkney Islands                                                                                         |
| Zuidelijke Shetlandeilanden                    | Overzees bezit                                                | Engels: South Shetland Islands                                                                                       |

### Britse Kroonbezittingen
| Korte landsnaam (Nederlands) | Status           | Korte landsnaam (oorspronkelijke taal/talen)    |
| ---------------------------- | ---------------- | ----------------------------------------------- |
| Guernsey                     | Brits Kroonbezit | Engels: Guernsey Frans: Guernesey               |
| Jersey                       | Brits Kroonbezit | Engels en Frans: Jersey                         |
| Man                          | Brits Kroonbezit | Engels: Isle of Man Manx-Gaelisch: Ellan Vannin |

### Bruneise niet-onafhankelijke gebieden
| Korte landsnaam (Nederlands) | Status             | Korte landsnaam (oorspronkelijke taal/talen) |
| ---------------------------- | ------------------ | -------------------------------------------- |
| Sarawak                      | Koninkrijk Sarawak | Iban: Sarawak                                |

### Niet-onafhankelijke gebieden van Buchara
| Korte landsnaam (Nederlands) | Status                    | Korte landsnaam (oorspronkelijke taal/talen) |
| ---------------------------- | ------------------------- | -------------------------------------------- |
| Kokand (tot 1852)            | Vazalstaat: Kanaat Kokand | Perzisch: خوقند Russisch: Коканд             |

### Chinese niet-onafhankelijke gebieden
| Korte landsnaam (Nederlands) | Status                              | Korte landsnaam (oorspronkelijke taal/talen) |
| ---------------------------- | ----------------------------------- | -------------------------------------------- |
| Hunza                        | Vazalstaat: Hunza (ook wel: Kanjut) | Urdu: Hunza / ہنزہ                           |
| Lanfang                      | Vazalstaat: Republiek Lanfang       | Mandarijn: Lánfāng Gònghéguó / 蘭芳共和國    |
| Tibet                        | Vazalstaat                          | Tibetaans: Bod / བོད་                         |

### Niet-onafhankelijke gebieden van Chitral
Onderstaande gebieden waren schatplichtig aan Chitral, maar waren grotendeels autonoom.
| Korte landsnaam (Nederlands) | Status                                        | Korte landsnaam (oorspronkelijke taal/talen) |
| ---------------------------- | --------------------------------------------- | -------------------------------------------- |
| Dir                          | Kanaat Dir                                    | Pasjtoe: Urdu: دير                           |
| Jandol                       | Kanaat Jandol (ook wel: Jandul / Jandool)     | Pasjtoe:                                     |
| Kafiristan                   | Kafiristan                                    | Kafiri:                                      |
| Swat                         | Yousafzai Staat Swat (ook wel: Dera Yusufzai) | Pasjtoe: Swat / سوات                         |

### Deense niet-onafhankelijke gebieden
| Korte landsnaam (Nederlands) | Status                                                                                    | Korte landsnaam (oorspronkelijke taal/talen) |
| ---------------------------- | ----------------------------------------------------------------------------------------- | -------------------------------------------- |
| Deens-Oost-Indië             | Kolonie                                                                                   | Deens: Dansk Ostindien                       |
| Deens-West-Indië             | Kolonie                                                                                   | Deens: Dansk Vestindien                      |
| Groenland                    | Kolonie                                                                                   | Deens: Grønland                              |
| Holstein                     | Hertogdom Holstein, lid van de Duitse Bond en in personele unie met Denemarken verbonden  | Deens: Holsten Duits: Holstein               |
| IJsland                      | Kolonie                                                                                   | Deens: Ísland                                |
| Lauenburg                    | Hertogdom Lauenburg, lid van de Duitse Bond en in personele unie met Denemarken verbonden | Deens en Duits: Lauenburg                    |
| Sleeswijk                    | Hertogdom Sleeswijk, lid van de Duitse Bond en in personele unie met Denemarken verbonden | Deens: Slesvig Duits: Schleswig              |

### Ethiopische niet-onafhankelijke gebieden
| Korte landsnaam (Nederlands) | Status                                       | Korte landsnaam (oorspronkelijke taal/talen) |
| ---------------------------- | -------------------------------------------- | -------------------------------------------- |
| Shewa                        | Vazalstaat: Koninkrijk Shewa (ook wel: Shua) | Amhaars: ሸዋ                                  |

### Franse niet-onafhankelijke gebieden
| Korte landsnaam (Nederlands) | Status                           | Korte landsnaam (oorspronkelijke taal/talen)   |
| ---------------------------- | -------------------------------- | ---------------------------------------------- |
| Adélieland                   | Overzees bezit                   | Frans: Terre Adélie                            |
| Crozeteilanden               | Overzees bezit                   | Frans: Îles Crozet                             |
| Franse Goudkust              | Overzees bezit                   | Frans: Établissements français de la Côte-d'Or |
| Frans-Gabon                  | Overzees bezit                   | Frans: Gabon                                   |
| Frans-Guyana                 | Kolonie                          | Frans: Guyane                                  |
| Frans-Indië                  | Kolonie                          | Frans: Établissements français de l'Inde       |
| Frans-Oceanië                | Kolonie                          | Frans: Établissements de l'Océanie             |
| Guadeloupe                   | Kolonie                          | Frans: Guadeloupe                              |
| Kerguelen                    | Overzees bezit                   | Frans: Îles Kerguelen                          |
| Mangareva                    | Protectoraat                     | Frans: Mangareva                               |
| Martinique                   | Kolonie                          | Frans: Martinique                              |
| Réunion                      | Kolonie                          | Frans: Réunion                                 |
| Rivieren van het Zuiden      | Nederzetting                     | Frans: Riviéres du Sud                         |
| Saint-Paul en Amsterdam      | Overzees bezit                   | Frans: Saint-Paul-et-Amsterdam                 |
| Saint-Pierre en Miquelon     | Kolonie                          | Frans: Saint-Pierre-et-Miquelon                |
| Senegal                      | Kolonie                          | Frans: Senegal                                 |
| Tahiti                       | Protectoraat: Koninkrijk Tahiti  | Frans: Tahiti Tahitiaans: Otaheiti             |
| Tahuata                      | Protectoraat: Koninkrijk Tahuata | Frans: Tahuata                                 |

### Japanse niet-onafhankelijke gebieden
| Korte landsnaam (Nederlands) | Status                        | Korte landsnaam (oorspronkelijke taal/talen)                    |
| ---------------------------- | ----------------------------- | --------------------------------------------------------------- |
| Riukiu                       | Vazalstaat: Koninkrijk Riukiu | Japans: Ryūkyū Ōkoku / 琉球王国 Riukiuaans: Rūchū-kuku / 琉球國 |

### Niet-onafhankelijke gebieden van Johor
| Korte landsnaam (Nederlands) | Status                       | Korte landsnaam (oorspronkelijke taal/talen) |
| ---------------------------- | ---------------------------- | -------------------------------------------- |
| Muar                         | Vazalstaat                   | Maleis: Muar                                 |
| Pahang                       | Vazalstaat: Sultanaat Pahang | Maleis: Pahang                               |

### Nederlandse niet-onafhankelijke gebieden
De staten (vorstenlanden) van Nederlands-Indië die onder Nederlandse protectie stonden en soms een grote mate van autonomie hadden, zijn niet apart weergegeven. Voorbeelden hiervan zijn: Bacan, Banjarmasin, Bima, Bone, Bulungan, Buton, Gowa, Gunung Tabur, Indragiri, Jambi, Kotawaringin, Kubu, Kutai Kartanegara, Lingga-Riau, Lombok, Mataram, Mempawah, Pontianak, Sambaliung, Sambas, Siau, Simpang, Sintang, Tabukan, Tayan en Tidore. Ook niet hieronder weergegeven zijn het Hertogdom Limburg en het Groothertogdom Luxemburg die beide in personele unie met Nederland waren verbonden en onderdeel waren van de Duitse Bond.
| Korte landsnaam (Nederlands) | Status                     | Korte landsnaam (oorspronkelijke taal/talen)               |
| ---------------------------- | -------------------------- | ---------------------------------------------------------- |
| Curaçao                      | Kolonie                    | Nederlands: Curaçao en Onderhorigheden                     |
| Nederlands-Indië             | Kolonie                    | Nederlands: Nederlands-Indië                               |
| Nederlandse Goudkust         | Kolonie: Nederlands-Guinea | Nederlands: Nederlandsche Bezittingen ter Kuste van Guinea |
| Suriname                     | Kolonie                    | Nederlands: Suriname                                       |

### Omaanse niet-onafhankelijke gebieden
| Korte landsnaam (Nederlands) | Status                                         | Korte landsnaam (oorspronkelijke taal/talen)  |
| ---------------------------- | ---------------------------------------------- | --------------------------------------------- |
| Pate                         | Overzees bezit: Sultanaat Pate                 | Arabisch: بيت Swahili: Pate                   |
| Pemba                        | Overzees bezit                                 | Arabisch: بمبا Swahili: Pemba                 |
| Zanzibar                     | Overzees bezit (informeel: Sultanaat Zanzibar) | Arabisch: Zanjibār / زنجبار Swahili: Zanzibar |

### Oostenrijkse niet-onafhankelijke gebieden
| Korte landsnaam (Nederlands) | Status | Korte landsnaam (oorspronkelijke taal/talen)        |
| ---------------------------- | --- | --------------------------------------------------- |
| Lombardije-Venetië           | In personele unie met Oostenrijk verbonden: Lombardisch-Venetiaans Koninkrijk (ook wel: Oostenrijks-Italië) | Duits: Lombardo-Venetien Italiaans: Lombardo-Veneto |

### Ottomaanse niet-onafhankelijke gebieden
Egypte en Tunis waren onderdelen van het Ottomaanse Rijk, maar hadden een grote mate van autonomie.
| Korte landsnaam (Nederlands) | Status                             | Korte landsnaam (oorspronkelijke taal/talen) |
| ---------------------------- | ---------------------------------- | -------------------------------------------- |
| Botan                        | Vazalstaat: Emiraat Botan (Bokhti) | Koerdisch:                                   |
| Egypte                       | Eyalet Egypte                      | Arabisch: Miṣr / مِصر Osmaans: Mısır / میصیر  |
| Moldavië                     | Vazalstaat: Vorstendom Moldavië    | Osmaans: Bogdan Roemeens: Moldova            |
| Najran                       | Vorstendom Najran                  | Arabisch: Najran / نجران                     |
| Samos                        | Vazalstaat: Vorstendom Samos       | Grieks: Sámos / Σάμος Osmaans:               |
| Taqali                       | Vazalstaat: Taqalif                | Taqali: Taqali                               |
| Tunis                        | Beylik Tunis                       | Arabisch: Osmaans:                           |
| Walachije                    | Vazalstaat: Vorstendom Walachije   | Osmaans: Bogdan Roemeens: Moldova            |

### Perzische niet-onafhankelijke gebieden
| Korte landsnaam (Nederlands) | Status                                                   | Korte naam (oorspronkelijke taal/talen)                    |
| ---------------------------- | -------------------------------------------------------- | ---------------------------------------------------------- |
| Ardalan                      | Vazalstaat: Ardalan (ook wel: Erdalan)                   | Koerdisch: Perzisch: Ardalān / اردلان                      |
| Maku                         | Vazalstaat: Kanaat Maku                                  | Azerbeidzjaans: Maku Perzisch: Mākū / ماكو                 |
| Maragha                      | Vazalstaat: Kanaat Maragha (ook wel: Maraqeh / Maragheh) | Azerbeidzjaans: ماراغا Perzisch: Marāgheh / مراغه          |
| Urmia                        | Vazalstaat: Kanaat Urmia                                 | Azerbeidzjaans: Urmiya / اورمیه و Perzisch: Urmia / ارومیه |

### Portugese niet-onafhankelijke gebieden
| Korte landsnaam (Nederlands) | Status         | Korte landsnaam (oorspronkelijke taal/talen) |
| ---------------------------- | -------------- | -------------------------------------------- |
| Kaapverdië                   | Kolonie        | Portugees: Cabo Verde                        |
| Macau                        | Kolonie        | Portugees: Macau                             |
| Portugees-Indië              | Kolonie        | Portugees: Estado da Índia                   |
| Portugees-Oost-Afrika        | Kolonie        | Portugees: África Oriental Portuguesa        |
| Portugees-West-Afrika        | Kolonie        | Portugees: África Ocidental Portuguesa       |
| São João Baptista de Ajudá   | Overzees bezit | Portugees: São João Baptista de Ajudá        |
| Sao Tomé en Principe         | Kolonie        | Portugees: Sao Tomé e Príncipe               |

### Russische niet-onafhankelijke gebieden
| Korte landsnaam (Nederlands) | Status                                                           | Korte landsnaam (oorspronkelijke taal/talen)                            |
| ---------------------------- | ---------------------------------------------------------------- | ----------------------------------------------------------------------- |
| Abchazië                     | Protectoraat: Vorstendom Abchazië                                | Abchazisch: Apsny / Аҧсны́ Russisch: Abkhazia / Абхазия                  |
| Aqusha-Dargo                 | Confederatie Aqusha-Dargo                                        | Lezgisch:                                                               |
| Congres-Polen                | Vazalstaat: Koninkrijk Polen (ook wel: Congreskoninkrijk)        | Pools: Królestwo Polskie Russisch: Tsarstvo Polskoye / Царство Польское |
| Finland                      | Grootvorstendom Finland, in personele unie met Rusland verbonden | Fins: Suomi Russisch: Финляндия Zweeds: Finland                         |
| Gazikumukh                   | Kanaat Gazikumukh (ook wel: Lak / Kazi-Kumukh / Qazi-Qumuq)      | Lak: Gazigumukssa Khanlug Russisch: Казикумухское ханство               |
| Kaitag                       | Kaitag                                                           | Dargiens: Koemuks: Russisch: Кайтагское уцмийство                       |
| Mehtuli                      | Kanaat Mehtuli (ook wel: Dzhengutai / Jengutay)                  | Koemuks: Mahtulu xanlıq Russisch: Мехтулинское ханство                  |
| Mingrelië                    | Protectoraat: Vorstendom Mingrelië                               | Mingreels:                                                              |
| Russisch-Amerika             | Territorium van de Russisch-Amerikaanse Compagnie                | Russisch: Russkaya Amerika / Русская Америка                            |
| Svanetië                     | Protectoraat: Vorstendom Svanetië                                | Svanetisch:                                                             |
| Tabassaran                   | Vazalstaat: Vorstendom Tabassaran (ook wel: Tabasaran)           | Russisch: Tabassaraans: Табасаран                                       |
| Tarki                        | Vazalstaat: Sjamchalaat Tarki                                    | Koemuks: Targhu / Таргъу Russisch: Тарки́                                |

### Rwandese niet-onafhankelijke gebieden
| Korte landsnaam (Nederlands) | Status                                                        | Korte landsnaam (oorspronkelijke taal/talen) |
| ---------------------------- | ------------------------------------------------------------- | -------------------------------------------- |
| Buhoma                       | Vazalstaat: Koninkrijk Buhoma                                 | Kinyarwanda: Buhoma                          |
| Bukonja                      | Vazalstaat: Koninkrijk Bukonja                                | Kinyarwanda: Bukonja                         |
| Bukunzi                      | Vazalstaat: Koninkrijk Bukunzi (ook wel: Koninkrijk Mbirizi)  | Kinyarwanda: Bukunzi                         |
| Bushiru                      | Vazalstaat: Koninkrijk Bushiru                                | Kinyarwanda: Bushiru                         |
| Busozo                       | Vazalstaat: Koninkrijk Busozo                                 | Kinyarwanda: Busozo                          |
| Cyingogo                     | Vazalstaat: Koninkrijk Cyingogo (ook wel: Koninkrijk Kingogo) | Kinyarwanda: Cyingogo                        |
| Kibari                       | Vazalstaat: Koninkrijk Kibari                                 | Kinyarwanda: Kibari                          |
| Ruhengeri                    | Vazalstaat: Koninkrijk Ruhengeri                              | Kinyarwanda: Ruhengeri                       |

### Sardijnse niet-onafhankelijke gebieden
| Korte landsnaam (Nederlands) | Status                          | Korte landsnaam (oorspronkelijke taal/talen) |
| ---------------------------- | ------------------------------- | -------------------------------------------- |
| Monaco                       | Protectoraat: Vorstendom Monaco | Frans: Monaco                                |

### Niet-onafhankelijke gebieden van Siak
| Korte landsnaam (Nederlands) | Status                        | Korte landsnaam (oorspronkelijke taal/talen) |
| ---------------------------- | ----------------------------- | -------------------------------------------- |
| Deli                         | Vazalstaat: Sultanaat Deli    | Maleis: Deli                                 |
| Langkat                      | Vazalstaat: Sultanaat Langkat | Maleis: Langkat                              |
| Serdang                      | Vazalstaat: Sultanaat Serdang | Maleis: Serdang                              |

### Siamese niet-onafhankelijke gebieden
Het Koninkrijk Besut Darul Iman was een vazal van Terengganu en is niet apart weergegeven. De semi-autonome stadstaten van Lanna (Chiang Rai, Lampang, Lamphun, Mae Hong Son, Nan en Phrae) zijn ook niet apart vermeld. Patani was een confederatie bestaande uit 7 semi-autonome koninkrijken: Patani, Reman, Nongchik, Teluban (Saiburi), Legeh, Yaring (Jambu) en Yala (Jala). Deze koninkrijken zijn ook niet apart weergegeven.
| Korte landsnaam (Nederlands) | Status                                                                                    | Korte landsnaam (oorspronkelijke taal/talen)     |
| ---------------------------- | ----------------------------------------------------------------------------------------- | ------------------------------------------------ |
| Champasak                    | Koninkrijk Champasak onder Siamese bezetting                                              | Laotiaans: Champasak / ຈຳປາສັກ Siamees:           |
| Kedah                        | Vazalstaat: Sultanaat Kedah Darul Aman                                                    | Maleis: Kedah / قدح Siamees: Syburi / ไทรบุรี      |
| Kelantan                     | Vazalstaat: Koninkrijk Kelantan Darul Naim                                                | Maleis: Kelantan / کلنتن Siamees: Kalantan       |
| Kubang Pasu                  | Vazalstaat: Koninkrijk Kubang Pasu Darul Qiyam                                            | Maleis: Kubang Pasu Siamees: Kupạngpasu / กุปังปาสู |
| Lanna                        | Vazalstaat: Land van een Miljoen Rijstvelden (Koninkrijk Lanna / Koninkrijk Chiangmai)    | Lanna en Siamees: อาณาจักรล้านนา                   |
| Luang Prabang                | Vazalstaat: Land van een Miljoen Olifanten en de Witte Parasol (Koninkrijk Luang Prabang) | Laotiaans: Luang Phabang / ຫຼວງພະບາງ Siamees:     |
| Patani                       | Vazalstaat: Koninkrijk Patani Darussalam                                                  | Maleis: Patani Siamees: Pattani / ปัตตานี          |
| Perak                        | Vazalstaat: Sultanaat Perak Darul Ridzuan                                                 | Maleis: Perak / ڤيراق Siamees:                   |
| Perlis                       | Vazalstaat: Koninkrijk Perlis Indera Kayangan                                             | Maleis: Perlis Siamees: Palit / ปะลิส             |
| Setul                        | Vazalstaat: Koninkrijk Setul Mambang Segara                                               | Maleis: Setul Siamees: Satun / สตูล               |
| Terengganu                   | Vazalstaat: Sultanaat Terengganu Darul Iman                                               | Maleis: Tranung Siamees: Trangkanu / ตรังกานู      |

### Siamees-Vietnamese niet-onafhankelijke gebieden
| Korte landsnaam (Nederlands) | Status                                                                    | Korte landsnaam (oorspronkelijke taal/talen) |
| ---------------------------- | ------------------------------------------------------------------------- | -------------------------------------------- |
| Cambodja                     | Koninkrijk Cambodja, onder gezamenlijke suzereiniteit van Siam en Vietnam | Khmer: Kampuchea / ព្រះរាជាណាចក្រកម្ពុជា              |

### Niet-onafhankelijke gebieden van Sokoto
| Korte landsnaam (Nederlands) | Status                                               | Korte landsnaam (oorspronkelijke taal/talen)            |
| ---------------------------- | ---------------------------------------------------- | ------------------------------------------------------- |
| Adamawa                      | Vazalstaat: Emiraat Adamawa                          | Fula: Lamorde Adamaawa / 𞤤𞤢𞤥𞤮𞤪𞤣𞤫 𞤢𞤣𞤢𞤥𞤢𞥄𞤱𞤢 Hausa: Adamawa |
| Agaie                        | Vazalstaat: Emiraat Agaie                            | Fula: Agaie                                             |
| Bauchi                       | Vazalstaat: Emiraat Bauchi                           | Fula: Bauchi                                            |
| Daura                        | Vazalstaat: Emiraat Daura                            | Hausa: Daura                                            |
| Dutse                        | Vazalstaat: Emiraat Dutse                            | Fula: Dutse                                             |
| Gobir                        | Vazalstaat: Emiraat Gobir                            | Hausa: Gobir                                            |
| Gombe                        | Vazalstaat: Emiraat Gombe                            | Fula: Gombe                                             |
| Gwandu                       | Vazalstaat: Emiraat Gwandu                           | Hausa: Gwandu                                           |
| Hadejia                      | Vazalstaat: Emiraat Hadejia                          | Hausa: Haɗejiya                                         |
| Ilorin                       | Vazalstaat: Emiraat Ilorin                           | Yoruba: Ilorin                                          |
| Jama'are                     | Vazalstaat: Emiraat Jama'are                         | Fula: Jama'are                                          |
| Jema'a                       | Vazalstaat: Emiraat Jema'an Darroro                  | Jema'a                                                  |
| Kano                         | Vazalstaat: Emiraat Kano                             | Hausa: Kano                                             |
| Katagum                      | Vazalstaat: Emiraat Katagum                          | Fula: Katagum                                           |
| Katsina                      | Vazalstaat: Emiraat Katsina                          | Hausa: Katsina                                          |
| Kazaure                      | Vazalstaat: Emiraat Kazaure                          | Fula: Kazaure                                           |
| Kebbi                        | Vazalstaat: Emiraat Kebbi (ook wel: Emiraat Argungu) | Hausa: Kebbi                                            |
| Keffi                        | Vazalstaat: Emiraat Keffi                            | Fula: Keffi                                             |
| Lafia                        | Vazalstaat: Lafia Beri-Beri                          | Kanuri: Lafia                                           |
| Lafiagi                      | Vazalstaat: Emiraat Lafiagi                          | Fula: Lafiagi                                           |
| Lapai                        | Vazalstaat: Emiraat Lapai                            | Fula: Lapai                                             |
| Liptako                      | Vazalstaat: Emiraat Liptako                          | Fula: Liptako                                           |
| Misau                        | Vazalstaat: Emiraat Misau                            | Hausa: Misau                                            |
| Muri                         | Vazalstaat: Emiraat Muri                             | Fula: Muri / 𞤥𞤵𞥅𞤪𞤭                                       |
| Nassarawa                    | Vazalstaat: Emiraat Nassarawa                        | Hausa: Nasarawa                                         |
| Nupe                         | Vazalstaat: Emiraat Nupe (ook wel: Emiraat Bida)     | Nupe:                                                   |
| Yauri                        | Vazalstaat: Emiraat Yauri (ook wel: Emiraat Yawuri)  | Hausa: Yauri                                            |
| Zamfara                      | Vazalstaat: Koninkrijk Zamfara                       | Hausa: Zamfara                                          |
| Zaria                        | Vazalstaat: Emiraat Zaria                            | Hausa: Zaria                                            |

### Spaanse niet-onafhankelijke gebieden
| Korte landsnaam (Nederlands) | Status                                     | Korte landsnaam (oorspronkelijke taal/talen) |
| ---------------------------- | ------------------------------------------ | --- |
| Cuba                         | Kolonie: Kapiteinsgeneraliteit Cuba        | Spaans: Cuba |
| Fernando Poo                 | Kolonie                                    | Spaans: Fernando Pó |
| Maguindanao                  | Protectoraat: Sultanaat Maguindanao        | Arabisch: سلطنة ماجينداناو Filipijns en Iranun: Magindanao Maguindanao: Kasultanan nu Magindanaw / كاسولتانن نو ماڬينداناو Maleis: کسلطانن ماڬيندناو Spaans: Maguindánao |
| Puerto Rico                  | Kolonie: Kapiteinsgeneraliteit Puerto Rico | Spaans: Puerto Rico |
| Spaans-Oost-Indië            | Kolonie                                    | Spaans: Indias Orientales Españolas |

### Zweeds-Noorse niet-onafhankelijke gebieden
| Korte landsnaam (Nederlands) | Status                                    | Korte landsnaam (oorspronkelijke taal/talen) |
| ---------------------------- | ----------------------------------------- | -------------------------------------------- |
| Sankt Bartholomeus           | Overzeese bezitting van de Zweedse koning | Zweeds: Sankt Bartholomeus                   |